# Sbiellamento
Lo sbiellamento è un termine che sta ad indicare un grave danno alle parti mobili di un motore ed è rivolto principalmente alla deformazione, rottura o alla fuoriuscita di una biella dalla sua sede.

## Definizione

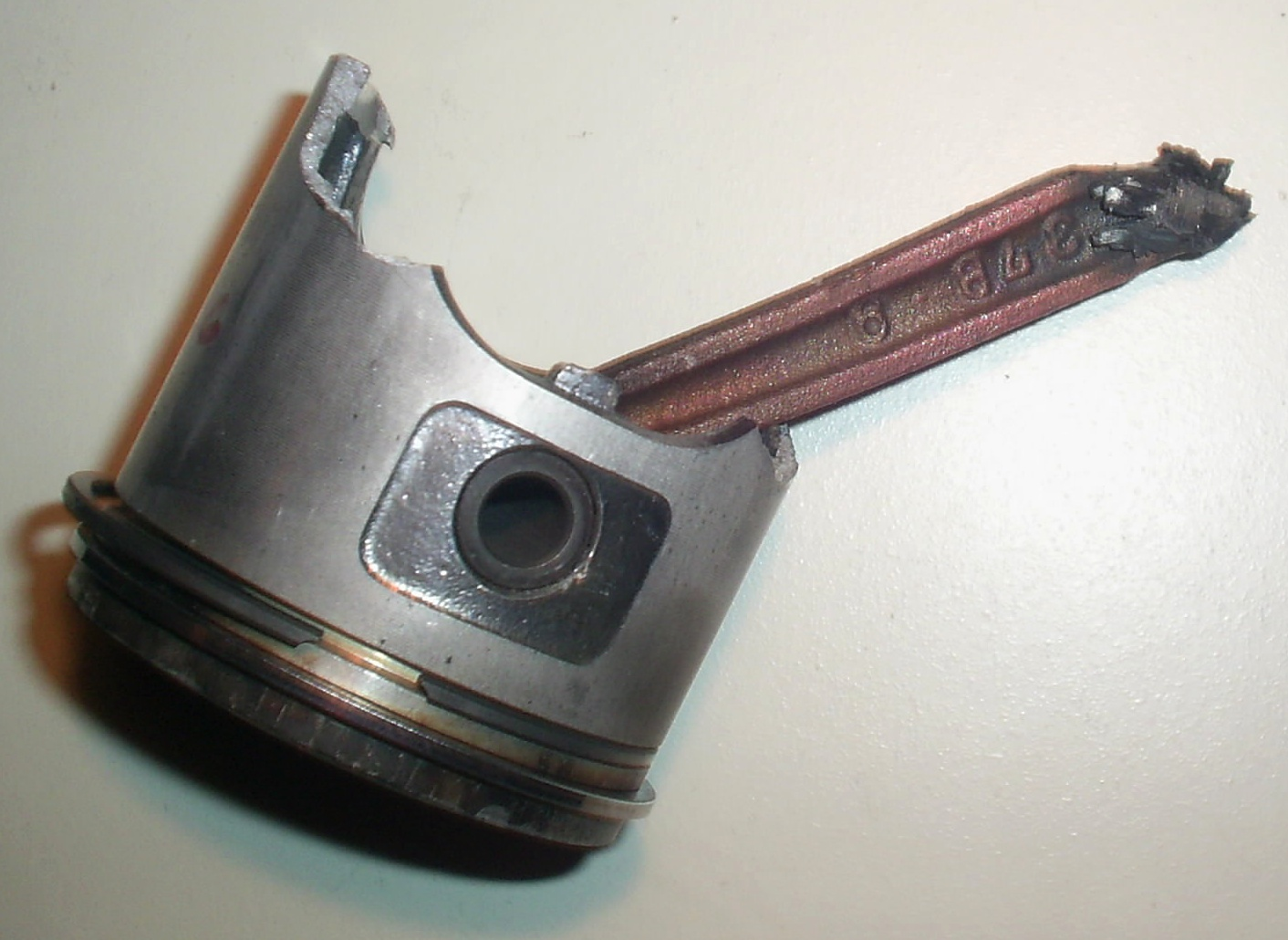
Sbiellamento per rottura

Nascita di laschi soprattutto tra la bronzina/cuscinetto (di testa o di piede) e la biella, favorendo così l'aumento di giochi tra le parti le quali iniziano un processo di usura accelerato fino a cedere totalmente.
Generalmente la causa sono le sovrasollecitazioni, provocate dall'eccessivo e perdurante regime di rotazione (oltre i limiti previsti dalla casa costruttrice).

## Cause dello sbiellamento

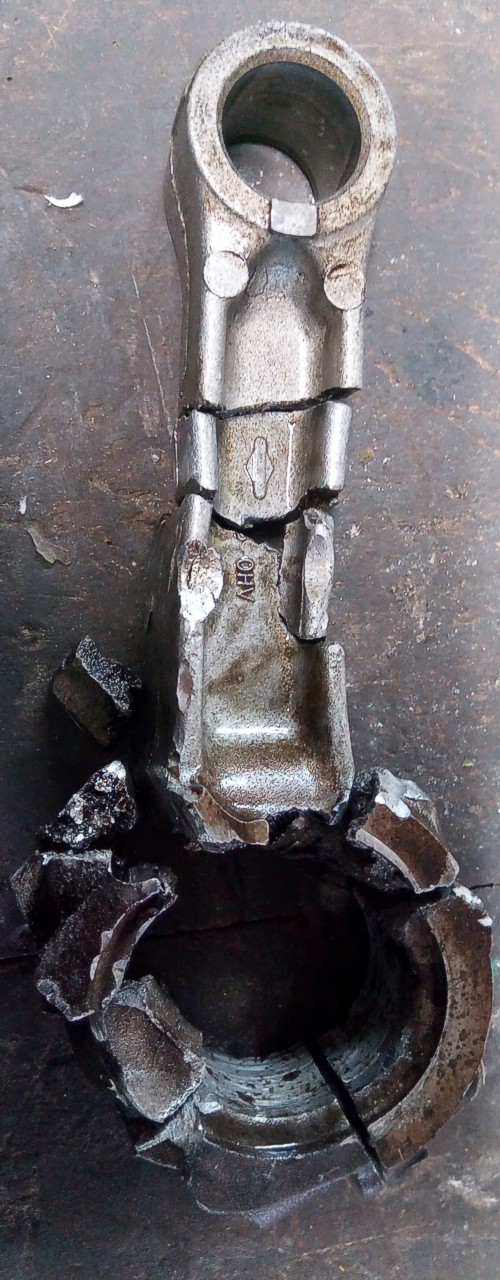
Biella in alluminio per motore a 4 tempi, rottura per fatica e successivi urti con l'albero motore

Le cause principali che possono provocare lo sbiellamento sono le seguenti:
- Sovrasollecitazione, come ad esempio il fuorigiri
- Rottura od usura delle bronzine o dei cuscinetti della testa o del piede di biella o dei bulloni di fissaggio alla manovella
- Difetti dei materiali
- Fatica
- Agenti esterni, come aspirazione d'acqua (tipico dei sottopassi allagati), olio lubrificante errato o la mancanza di esso.

Lo sbiellamento può verificarsi in diversi modi, tutti più o meno, direttamente riconducibili alla discrezione dell'utilizzatore dell'apparato motore.
Un rumore di "ferraglia" proveniente dal motore è il preludio che qualcosa nelle parti mobili del sistema non funziona a dovere; se il guasto non viene subito individuato e l'utilizzatore del motore non ne presta attenzione, lo sbiellamento può provocare il grippaggio, la rottura del pistone, dell'albero a gomiti e addirittura del monoblocco.
Nei motori di nuova concezione o comunque in quelli più moderni, sono molto meno frequenti le rotture che si verificano a causa di difetti dei materiali, per la precisione con cui sono fabbricati.
Lo sbiellamento è abbastanza frequente sui motori a due tempi di piccola cilindrata dove bielle di dimensioni contenute devono reggere regimi di rotazione elevatissimi (10000 giri e oltre), pertanto è buona norma la sostituzione dell'albero motore o il rimbiellamento prima di installare gruppi termici maggiorati.

## Caratteristiche del danno
Un sintomo caratteristico dello sbiellamento è lo "scampanare" del motore con l'emmissone di suoni simili ad un "TIC-TIC" in quanto la deformazione della biella o dei cuscinetti sia in testa che sul piedi di biella fa allungare la corsa del pistone che durante il moto va a collidere contro la testata con rischio di danneggiamento dello stesso e conseguente grippaggio e spistonamento.  
Un danno come lo sbiellamento lo si può individuare anche grazie alle fumate:
- Nel caso in cui compaia una forte fumata bianca, il danno è peggiore in quanto la biella, ormai fuori sede, è andata a sbattere contro le pareti della camera di combustione, provocandone la rottura e favorendo l'entrata al suo interno dell'acqua del circuito di raffreddamento con conseguente vaporizzazione.
- Può altrettanto capitare che il motore si blocchi istantaneamente e la biella esca dal basamento.
- Rottura del cielo del pistone, questo capita quando la biella prende troppo gioco alla testa o al piede, provocando un battito in testa meccanico che porta a contatto il pistone con la testata.

### Solo per motori a quattro tempi
Se compare una fumata di color blu, il danno (pur sempre grave) è minore in quanto coinvolge il cilindro e il basamento; il color blu del fumo indica un intenso trafilaggio d'olio.

## Prevenzione
Per poter prevenire tali danni, oltre ad un corretto utilizzo del motore è importante anche la scelta dell'olio, dove è sempre utile seguire le indicazioni date dalla casa costruttrice e la sua periodica sostituzione ogni qualvolta ve ne sia la necessità; gli oli infatti possono perdere le loro caratteristiche, quindi se si possiede un motore che ha lavorato per quattromila o ottomila ore, sempre con un tipo di olio, non sostituirlo può diventare deleterio soprattutto per le parti mobili, a partire dalla pompa dell'olio che deve garantire sempre una determinata pressione; è buona regola usare sempre lo stesso olio, dalle medesime caratteristiche, soprattutto quando il motore raggiunge un certo numero di ore di funzionamento.